# めだか (テレビドラマ)
『めだか』は、2004年10月5日 - 12月14日にフジテレビ系列「フジテレビ火曜9時枠の連続ドラマ」で21時 - 21時54分に放送されていた日本のテレビドラマ。全11回。主演はミムラ。

## 概説
目黒たか子（ミムラ）はOLをしていたがリストラに遭う。持っていた国語の教員免許のおかげで定時制高校の国語担当教師となり、個性豊かな生徒に翻弄されながらも成長していく姿を描く。

## キャスト
教師
- 目黒 たか子（国語担当、通称「めだか」） - ミムラ
- 椎名 亮介（数学担当） - 原田泰造（ネプチューン）
- 矢部 弘紀（社会担当） - 山本太郎
- 国見 祥子（定時制主任） - 浅野ゆう子
- 冨樫 陽一（全日制主任） - 半海一晃

生徒
- 桜木 拓 - 瑛太
- 川原 由布子 - 須藤理彩
- 高杉 順平 - 平岡祐太
- 吉住 明日香 - 黒木メイサ
- 小山田 修 - 山崎樹範
- 武井 康 - 加藤康起
- 山本 えり -  朝比奈えり
- 草間 アイ - 小松愛
- 根本 ゆうや - 遠藤雄弥（D-BOYS）
- 山岡 タカシ - 山方隆士
- 荒川 かな - 関鐘美
- 刈谷 六郎 - 泉谷しげる
- 種田 直文 - 小日向文世

その他
- 目黒 みず江（たか子の母） - 市毛良枝
- 川嶋 多英（たか子の友人）- 木内晶子
- 森村 正治（たか子の恩師） - 林隆三
- 川原 数馬（由布子の息子） - 佐藤和也
- 種田 清春（直文の息子） - 尾上寛之
- 刈谷 景子（六郎の娘） - 酒井若菜（中学時代：浅野琴）
- 清水 麻由美（高杉の恋の相手） - 末永遥
- 小峯 裕太 - 柳澤貴彦
- 種田の妻 - 兎本有紀
- 桜木 智恵子（拓の母） - 山口美也子
- バスケット部員 - 小出恵介
- 松尾（川原にプロポーズしたキャバクラの客） - 四方堂亘
- 日比野理事（三葉学園理事会役員） - 升毅
- 芹沢 賢吾（高杉の元同級生） - 郭智博
- 芹沢 寿男（賢吾の父） - 山田明郷
- 明日香の父 - 宇納侑玖
- 石井（椎名の昔の教え子） - 粕谷吉洋
- 椎名のかつての勤務先の校長 - 佐々木勝彦

## 主題歌
- スピッツ「正夢」

## スタッフ
- 企画・石原隆、杉尾敦弘
- 脚本・相沢友子
- 音楽・住友紀人
- プロデューサー・高橋萬彦
- 演出・木下高男、植田泰史、都築淳一

## サブタイトル
- 初回は10分拡大。

| 各回                                                      | 放送日         | サブタイトル         | 演出     | 視聴率 |
| --------------------------------------------------------- | -------------- | -------------------- | -------- | ------ |
| 第1話                                                     | 2004年10月5日  | 女教師始めました     | 木下高男 | 12.9%  |
| 第2話                                                     | 2004年10月12日 | 逃げない。           | 木下高男 | 10.0%  |
| 第3話                                                     | 2004年10月19日 | ゴミの中の真実       | 植田泰史 | 10.6%  |
| 第4話                                                     | 2004年10月26日 | 恋の力               | 木下高男 | 7.3%   |
| 第5話                                                     | 2004年11月2日  | 中年生徒の涙         | 植田泰史 | 9.7%   |
| 第6話                                                     | 2004年11月9日  | 教師の死             | 木下高男 | 10.8%  |
| 第7話                                                     | 2004年11月16日 | 結婚反対の理由       | 都築淳一 | 8.8%   |
| 第8話                                                     | 2004年11月23日 | ある生徒の死         | 植田泰史 | 8.0%   |
| 第9話                                                     | 2004年11月30日 | 温泉でドッキリ       | 木下高男 | 8.8%   |
| 第10話                                                    | 2004年12月7日  | 不可能な夢           | 都築淳一 | 9.0%   |
| 最終回                                                    | 2004年12月14日 | 卒業写真に秘めた想い | 木下高男 | 8.5%   |
| 平均視聴率：9.49%（視聴率は関東地区・ビデオリサーチ調べ） |                |                      |          |        |